# Groove (música)
Groove es la «sensación», rítmicamente expansiva, o el sentido de swing creado por la interacción de la música interpretada por la sección rítmica de una banda (batería, bajo eléctrico o contrabajo, guitarra y teclados).
El groove es un factor importante en los distintos subgéneros del jazz, y de ahí a otros géneros como
la salsa,
el funk,
el rock y
el soul.
El término suele utilizarse, también, para describir un tipo de música que incita al movimiento o al baile.
Los musicólogos y otros académicos comenzaron a analizar el concepto de "groove" en los años 1990. Se ha afirmado que el "groove" es una "comprensión del patrón rítmico", o un "sentimiento", y "una sensación intuitiva" de un "ciclo en movimiento", que surge a partir de "patrones rítmicos cuidadosamente dispuestos", que ponen en movimiento al oyente.

## Origen
La palabra groove, aplicada a la música, proviene de la expresión in the groove (literalmente, en el surco), frase aparecida en los años 30, en pleno auge del Swing, para designar una forma de tocar con estilo ajustado, satisfactorio y muy rítmico, que llega contagiosamente a los espectadores.
Las primeras apariciones públicas del término están en el títulos de la canción In the groove, grabada por Wingy Manone en 1936, y en In the groove, at The Grove, grabada por Chick Webb, en 1939.

## Evolución del uso del término
Por extensión, la expresión groove [grúb] se aplicó a todo el que lo pasaba bien, lo que iba como sobre ruedas.
De ahí derivó el adjetivo inglés groovy [grúbi], con el significado de ‘excelente’, y que fue utilizado intensivamente por el comentarista Slim Gallard en sus artículos durante los años 1940.
A partir de la aparición del género funky en los años 1950, el concepto de groove se asoció cada vez más a una manera de tocar relacionada con el blues y el góspel y, desde la mitad de los años 1960, con los nuevos estilos asociados a aquellos, el funk y el soul.
En los años 1980 y 1990, el concepto de groove acabó muy vinculado al acid jazz.
Desde los años 1990, se utiliza la palabra groove, también, para nombrar el continuo creado por una composición rítmica o un set de canciones, con el fin de favorecer un ambiente fluido e ininterrumpido de baile.

## Uso en otros géneros musicales

### R&B
El "groove" está estrechamente asociado con intérpretes de funk como Clyde Stubblefield, baterista de James Brown, o Jabo Starks, así como con la música soul. "En los años 1950, cuando funk y funky se comenzaron a utilizar, cada vez más, como adjetivos en el contexto de la música soul, su significado pasó a redefinirse en un nuevo sentido, describiendo entonces un fuerte y distintivo groove." De modo similar a la música soul en su época, la principal idea detrás del funk era crear el groove más intenso posible".
Cuando un baterista toca un groove «muy poderoso y con grandes sensaciones» suele decirse, de modo informal, que está in the pocket (‘en el bolsillo’). 
Cuando un baterista «mantiene esta sensación durante un largo período de tiempo, sin decaer, a esto se le refiere como un deep pocket (‘bolsillo profundo’]».

### Hip hop
Un concepto similar a "groove" o "swing" es utilizado por otros géneros musicales afroestadounidenses, como el hip hop. El groove rítmico que los artistas de jazz llaman swing es, en ocasiones, denominado en la ámbito del hip hop como flow.
El flow «es tan básico para el hip hop como el concepto de swing para el jazz». Del mismo modo que el concepto jazzístico de "swing" tiene que ver con que los intérpretes toquen deliberadamente por detrás o delante del beat, el concepto de flow del hip hop tiene que ver con alterar "las expectativas en relación al tiempo de uno mismo", del ritmo y del pulso, en suma. "El flow no trata tanto sobre qué se dice sino sobre cómo lo dice uno".

### House
El house, sobre todo la rama fundada en la escuela de Chicago acompañó el desarrollo de la música funk y dub, de los cuales tomó como elementos principales la interacción entre el bajo y la percusión.
Apartándose de otros géneros más duros de la música electrónica, el house progresivo y la música dance abrazaron el groove debido a que este tiene gran potencial en la pista de baile, brindándole al estilo rítmicas más sensuales y profundas como el soul.

### Reggae
En diferentes géneros musicales como reggae, dancehall y dub, el término creole "riddim", basado en el inglés rhythm [rízdim] es utilizado para describir los patrones de ritmo creados mediante baterías o líneas de bajo.
En otros contextos musicales, un "riddim" podría ser entendido como un "groove" o beat. 

### Groove metal
En los años 1990, el término "groove" se utilizó también para describir ciertos elementos de una forma de thrash metal llamada groove metal.
El máximo referente de este género es el grupo estadounidense Pantera.